# Dieter Schulz (Fußballspieler, 1941)
Dieter Schulz (* 22. März 1941 in Zeipau, heute Szcepanow; † 21. März 2019 in Cottbus) war ein deutscher Fußballspieler und -trainer.

## Karriere
Schulz wurde bereits bei der Gründung des SC Cottbus 1963 Mitglied des Vereins. Bis 1972 agierte er dort als Torwart der ersten Herrenmannschaft, war aber meist nur Ersatz. Im Anschluss an seine Spielerlaufbahn wirkte er neben Manfred Kupferschmied als Trainer und erreichte den Aufstieg in die DDR-Oberliga. Seit der Saison 1981/82 war er Cheftrainer und erreichte abermals den Oberligaaufstieg.
Von 1992 bis 1996 wirkte er als Trainer der Amateure beim FC Energie Cottbus. Danach war er bis 2002 Scout.
Schulz war bis zuletzt Ehrenmitglied des FC Energie Cottbus und Mitglied des Ehrenrates.